# Mauro Zuliani
Mauro Zuliani   (Milà, 23 de juliol de 1959) és un atleta italià, ja retirat, especialista en els 400 metres, que va competir durant les dècades de 1970 i 1980.
El 1980 va prendre part en els Jocs Olímpics d'Estiu de Moscou, on va disputar dues proves del programa d'atletisme. En els 4×400 metres, formant equip amb Stefano Malinverni, Roberto Tozzi i Pietro Mennea, va guanyar la medalla de bronze, mentre en els 400 metres quedà eliminat en semifinals. Quatre anys més tard, als Jocs de Los Angeles, disputà les sèries en la cursa dels 4×400 metres, però no la final.
En el seu palmarès també destaca una medalla de plata en els 4x400 metres als Jocs del Mediterrani de 1983.
A nivell nacional guanyà un campionat italià dels 100 metres (1979), tres dels 400 metres (1981, 1982 i 1986) i tres del relleu 4x400 metres (1980, 1986 i 1989). El setembre de 1981 va millorar el rècord italià dels 400 metres, un rècord que va ser vigent fins al 2006. L'agost de 1981 va formar part de l'equip italià que millorà el rècord nacional del 4x400 metres.

## Millors marques
- 100 metres. 10.39" (1979)
- 200 metres. 20.72" (1979)
- 400 metres. 45.26" (1981)[6]